# Flammanakin
Flammanakin (Pipra aureola) är en fågel i familjen manakiner inom ordningen tättingar.

## Utbredning och systematik
Flammanakin delas in i fyra underarter:
- P. a. aureola – förekommer i det tropiska nordöstra Venezuelas anslutning till Guyana och i nordöstra Brasilien
- P. a. aurantiicollis – förekommer i Brasilien runt floden Tapajós i västra Pará och i den näraliggande norra stranden av Amazonfloden
- P. a. flavicollis – förekommer i det lägre Amazonområdet (Brasilien), i östra Amazonområdet och i västra Pará
- P. a. borbae – förekommer i Brasilien längs den nedre och mellersta delen av floden Madeira och i östra Amazonområdet

## Status och hot
Arten har ett stort utbredningsområde, men tros minska i antal, dock inte tillräckligt kraftigt för att den ska betraktas som hotad. Internationella naturvårdsunionen IUCN listar arten som livskraftig (LC).